# Grażyna Przybylska-Wendt
Grażyna Przybylska-Wendt (ur. 13 stycznia 1935 w Chojnicach, zm. 7 stycznia 2020 w Płocku) – polska lekarka, działaczka opozycji w PRL, członek prezydium Komisji Krajowej NSZZ „Solidarność” w 1981.

## Życiorys
Urodziła się 13 stycznia 1935 r. w Chojnicach. Uczęszczała do szkół w Krakowie, a potem w Białymstoku, gdzie zdała maturę. Była absolwentką kierunku lekarskiego na Akademii Medycznej w Łodzi i przez 16 lat była wykładowcą na Wojskowej Akademii Medycznej w tym mieście. Uzyskała doktorat w dziedzinie nauk medycznych i specjalizację z anestezjologii i medycyny sądowej. Od 1973 r. wraz z mężem mieszkała i pracowała w Płocku jako zastępca ordynatora anestezjologii i intensywnej terapii.
Od września 1980 r. działała w NSZZ „Solidarność”, organizując m.in. struktury związku w swoim szpitalu i w sektorze ochrony zdrowia. W 1981 r. została delegatką na I Krajowy Zjazd Delegatów „Solidarności” w Gdańsku, gdzie została wybrana jako jedyna kobieta do prezydium Komisji Krajowej (liczącej 107 osób), w którym odpowiadała za branże ochrony zdrowia, oświaty i kultury. Po ogłoszeniu stanu wojennego została internowana 13 grudnia 1981 r. po obradach w Stoczni Gdańskiej z całą Komisją Krajową – najpierw w Strzebielinku, a potem Bydgoszczy, Gołdapi i Darłówku. Z internowania została zwolniona w marcu 1982 r. i wróciła do pracy w szpitalu. Z czasem zaczęła działać w podziemnych strukturach „Solidarności” i w latach 1986–1989 szefowała Zarządowi Organizacji Regionu Płockiego „Solidarności”. Sprzeciwiała się porozumieniom Okrągłego Stołu.
Od 1989 r. weszła w skład Zjednoczenia Chrześcijańsko-Narodowego jako jedna z jego założycieli i jedyna kobieta w zarządzie oraz radzie naczelnej tej partii. W latach 1990–1994 była wiceprzewodniczącą rady miejskiej Płocka z listy ZChN. W 1990 r. przeszła na emeryturę. W latach 2000–2007 udzielała się w organizacji Caritas Diecezji Płockiej – Hospicjum Domowe i Hospicjum Stacjonarne.
Autorka sztuki teatralnej trzynasty dwunasty o internowanych kobietach i bohaterka filmu Życie solidarnością pisane.
Była żoną laryngologa Jana Wendta. Zmarła 7 stycznia 2020 r. Została pochowana 11 stycznia 2020 r. na Cmentarzu Komunalnym w Płocku.

## Odznaczenia
- Krzyż Kawalerski Orderu Odrodzenia Polski (rząd na uchodźstwie, 1990 r.)[5]
- Krzyż Oficerski Orderu Odrodzenia Polski (2009 r.)[5]